# Zwirtner See
Zwirtner See är en sjö i Österrike.   Den ligger i förbundslandet Steiermark, i den centrala delen av landet, 170 km väster om huvudstaden Wien. Zwirtner See ligger 851 meter över havet.
I omgivningarna runt Zwirtner See växer i huvudsak blandskog. Runt Zwirtner See är det ganska glesbefolkat, med 25 invånare per kvadratkilometer.